# 東埃爾馬 (紐約州)
東埃爾馬（英語：East Elma）是位於美國紐約州伊利縣的非建制地區。

## 歷史
東埃爾馬的郵局於1863年設立，其後於1913年停運。

## 地理
東埃爾馬所處的海拔為高於海平面251米（即824英呎），而該地所採用的時區為UTC-5，即北美东部时区（EST）。同時該地設有夏令時間，為UTC-5調快一小時，即UTC-4（EDT）。